# Valladolid (tỉnh)
Valladolid là một tỉnh ở miền trung tây bắc Tây Ban Nha, ở trung bộ của cộng đồng tự trị Castile và León. Tỉnh này giáp các tỉnh: Zamora, León, Palencia, Burgos, Segovia, Ávila, và Salamanca.
Có 2/3 dân số tỉnh này sống ở thành phố tỉnh lỵ Valladolid, đây cũng là thủ phủ của cộng đồng tự trị này. Có 225 đô thị trong tỉnh này với hơn 1/2 là các làng có ít hơn 1000 dân.